# ولایت ناگاتو

نقشه ژاپن در سال ۱۸۶۸ میلادی. این ولایت با رنگ تیره مشخص شده‌است.

ولایت ناگاتو (به ژاپنی: 長門国 Nagato no kuni) یکی از ولایت‌ها در تقسیم‌بندی کشوری قدیم ژاپن بود. این ولایت استان یاماگوچی کنونی یکسان است.